# Santa Fe Mariner 1 (schip, 1968)
De Santa Fe Mariner 1 was een halfafzinkbaar platform dat in 1968 werd gebouwd door Levingston Shipbuilding voor Santa Fe. Tijdens de bouw was de naam nog Blue Water No. 4 naar Blue Water Drilling dat in 1965 over was genomen.
Dit was een nieuw ontwerp en was niet meer gebaseerd op de Blue Water Rig No. 1 met zijn vier flesvormige kolommen. Dit was de eerste semi-submersible waarbij de kolommen op pontons waren geplaatst. De semi bestond uit twee pontons met op elk ponton drie kolommen, terwijl de breedte beperkt was tot panamax zodat het Panamakanaal nog gepasseerd kon worden. Het ontwerp vormde ook de basis voor de pijpenlegger en kraanschip Choctaw I.
In 1988 werd het platform gesloopt.

## Mariner-serie
Er werden nog drie boorplatforms volgens het Mariner-ontwerp gebouwd, waarbij de boortoren niet meer achterop was geplaatst, maar meer naar het midden.
| Naam               | Werf                        | Jaar             | IMO-nummer |
| ------------------ | --------------------------- | ---------------- | ---------- |
| Santa Fe Mariner 1 | Levingston Orange, 671      | 10 mei 1968      | 8754803    |
| Santa Fe Mariner 2 | Levingston Port Arthur, 708 | april 1973       | 8767214    |
| Santa Fe Mariner 3 | Tacoma Boat                 | 1 april 1976     | 8754815    |
| Maersk Pioneer     | KSEC Yeongdo, SNA-199       | 22 december 1977 | 8754138    |